# Guioa rigidiuscula
Guioa rigidiuscula är en kinesträdsväxtart som beskrevs av Ludwig Radlkofer. Guioa rigidiuscula ingår i släktet Guioa och familjen kinesträdsväxter. Inga underarter finns listade i Catalogue of Life.